# Bouvresse
Pour l’article ayant un titre homophone, voir Jacques Bouveresse.
Bouvresse est une commune française située dans le département de l'Oise en région Hauts-de-France.

## Géographie

### Description

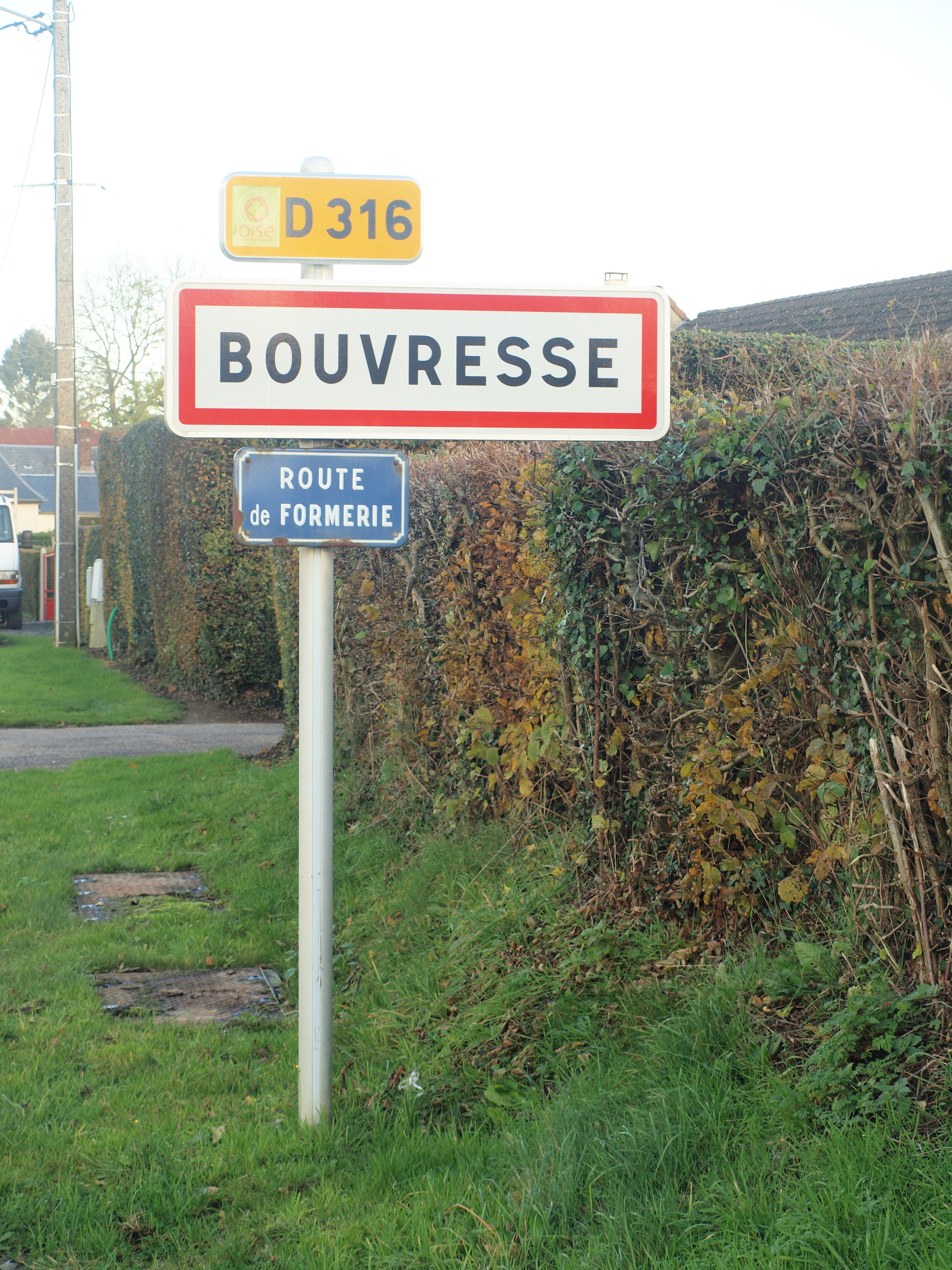

Bouvresse est un village-rue rural picard de l'Oise et proche de la Seine-Maritime, jouxtant à l'est Formerie, situé à 35 km au nord-ouest de Beauvais, 20 km au nord de Gournay-en-Bray, 55 km au nord-est de Rouen et au sud-est de Dieppe et à km d'Amiens

### Hydrographie
La commune est située dans le bassin Seine-Normandie. Elle n'est drainée par aucun cours d'eau,.

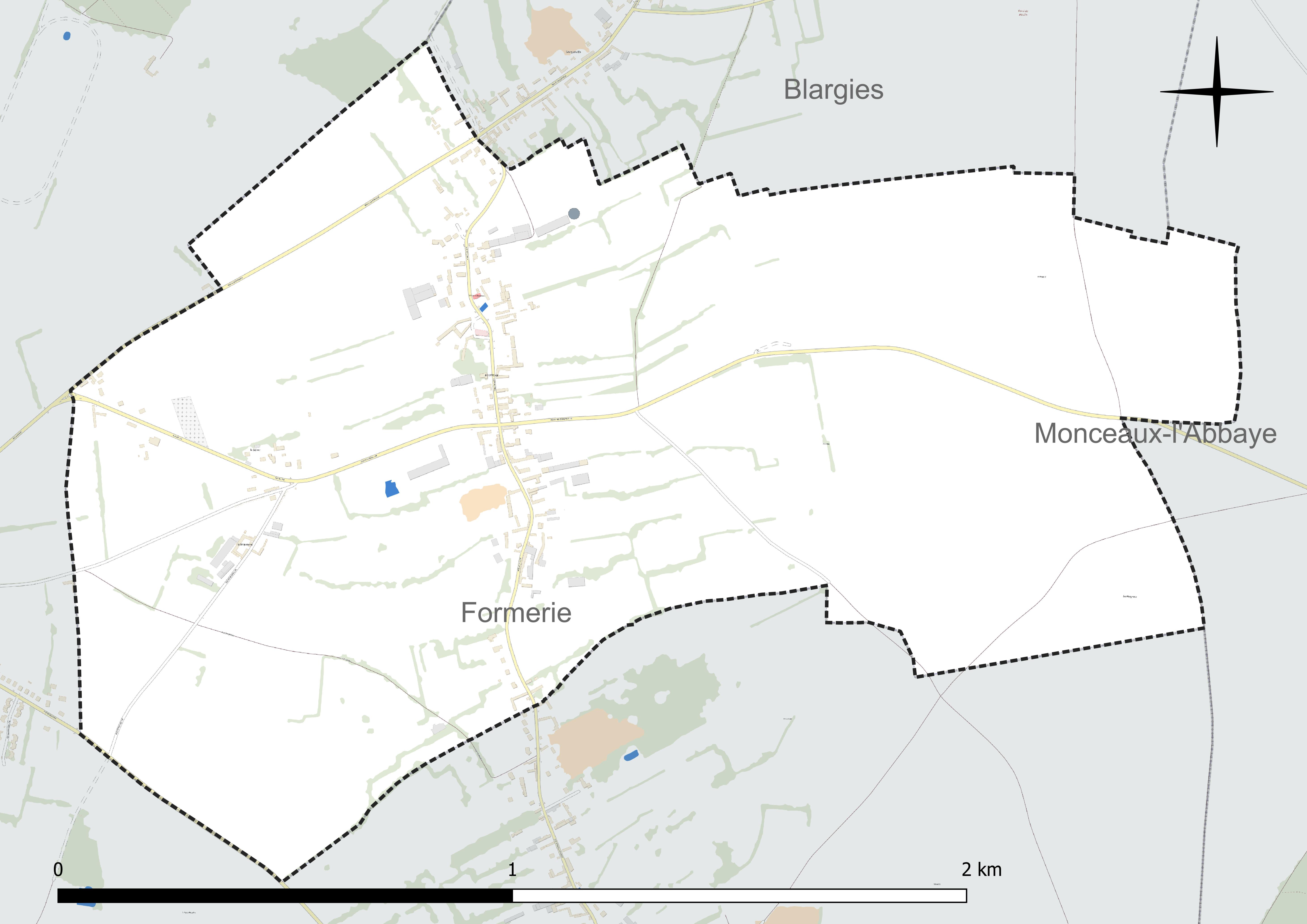
Réseau hydrographique de Bouvresse.

### Climat
Pour des articles plus généraux, voir Climat des Hauts-de-France et Climat de l'Oise.
En 2010, le climat de la commune est de type climat océanique dégradé des plaines du Centre et du Nord, selon une étude du CNRS s'appuyant sur une série de données couvrant la période 1971-2000. En 2020, Météo-France publie une typologie des climats de la France métropolitaine dans laquelle la commune est exposée à un climat océanique et est dans la région climatique  Côtes de la Manche orientale, caractérisée par un faible ensoleillement (1 550 h/an) ; forte humidité de l'air (plus de 20 h/jour avec humidité relative > 80 % en hiver), vents forts fréquents. 
Pour la période 1971-2000, la température annuelle moyenne est de 9,3 °C, avec une amplitude thermique annuelle de 14,2 °C. Le cumul annuel moyen de précipitations est de 884 mm, avec 13,2 jours de précipitations en janvier et 9,1 jours en juillet. Pour la période 1991-2020, la température moyenne annuelle observée sur la station météorologique la plus proche, située sur la commune de Saint-Arnoult à 5 km à vol d'oiseau, est de 10,4 °C et le cumul annuel moyen de précipitations est de 797,2 mm,. Pour l'avenir, les paramètres climatiques de la commune estimés pour 2050 selon différents scénarios d'émission de gaz à effet de serre sont consultables sur un site dédié publié par Météo-France en novembre 2022.
| Mois                                  | jan.          | fév.           | mars           | avril         | mai           | juin          | jui.          | août         | sep.          | oct.          | nov.          | déc.           | année     |
| ------------------------------------- | ------------- | -------------- | -------------- | ------------- | ------------- | ------------- | ------------- | ------------ | ------------- | ------------- | ------------- | -------------- | --------- |
| Température minimale moyenne (°C)     | 1,1           | 1,2            | 2,7            | 4,5           | 7,4           | 10,5          | 12,3          | 12,4         | 10            | 7,9           | 4,5           | 1,7            | 6,3       |
| Température moyenne (°C)              | 3,5           | 4              | 6,5            | 9,6           | 12,4          | 15,8          | 17,9          | 17,7         | 14,9          | 11,4          | 7,1           | 4,1            | 10,4      |
| Température maximale moyenne (°C)     | 6             | 6,9            | 10,3           | 14,6          | 17,5          | 21,2          | 23,4          | 23           | 19,8          | 15            | 9,8           | 6,5            | 14,5      |
| Record de froid (°C) date du record   | −13 18.01.13  | −12,6 12.02.12 | −11,5 04.03.05 | −4,5 07.04.08 | −0,8 06.05.19 | 2,5 14.06.05  | 5 31.07.07    | 4,9 21.08.14 | 2,4 30.09.18  | −3,8 29.10.03 | −5,4 30.11.16 | −12,1 26.12.10 | −13 2013  |
| Record de chaleur (°C) date du record | 14,1 09.01.15 | 17,9 27.02.19  | 23,2 31.03.21  | 25,7 20.04.18 | 29,7 27.05.05 | 34,6 21.06.17 | 40,6 25.07.19 | 37 09.08.20  | 33,1 09.09.23 | 28,5 01.10.11 | 18,5 08.11.15 | 16,6 30.12.22  | 40,6 2019 |
| Précipitations (mm)                   | 75,3          | 63,3           | 65,8           | 45,8          | 68,1          | 53,2          | 58,7          | 70,2         | 50,8          | 70,4          | 78,5          | 97,1           | 797,2     |

## Urbanisme

### Typologie
Au 1er janvier 2024, Bouvresse est catégorisée commune rurale à habitat dispersé, selon la nouvelle grille communale de densité à sept niveaux définie par l'Insee en 2022.
Elle est située hors unité urbaine et hors attraction des villes,.

### Occupation des sols
L'occupation des sols de la commune, telle qu'elle ressort de la base de données européenne d'occupation biophysique des sols Corine Land Cover (CLC), est marquée par l'importance des territoires agricoles (92,2 % en 2018), une proportion identique à celle de 1990 (92,2 %). La répartition détaillée en 2018 est la suivante : 
prairies (50,8 %), terres arables (41,3 %), zones urbanisées (7,8 %), zones agricoles hétérogènes (0,1 %). L'évolution de l'occupation des sols de la commune et de ses infrastructures peut être observée sur les différentes représentations cartographiques du territoire : la carte de Cassini (XVIIIe siècle), la carte d'état-major (1820-1866) et les cartes ou photos aériennes de l'IGN pour la période actuelle (1950 à aujourd'hui).

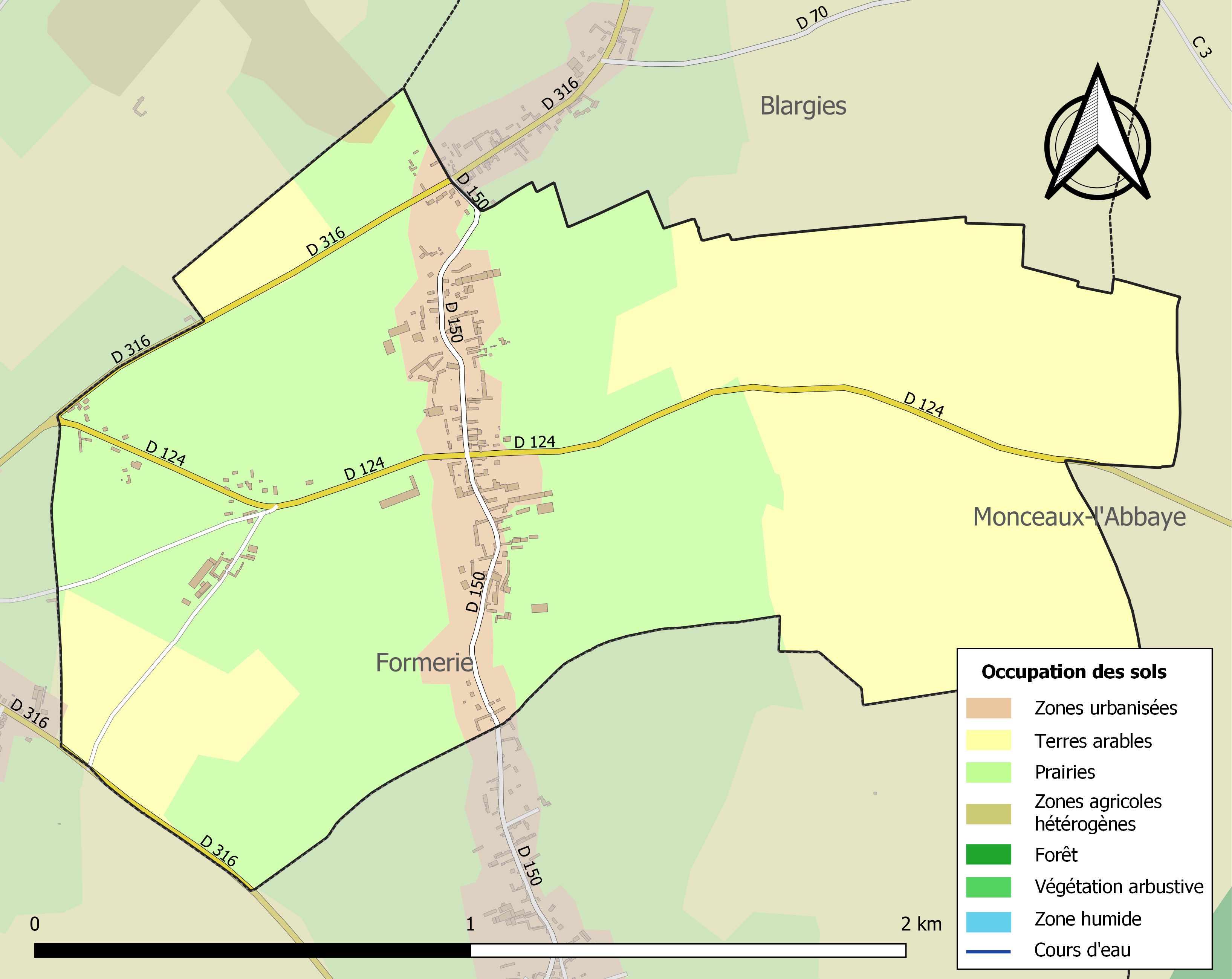
Carte des infrastructures et de l'occupation des sols de la commune en 2018 (CLC).

### Habitat et logement
En 2018, le nombre total de logements dans la commune était de 75, alors qu'il était de 76 en 2013 et de 67 en 2008.
Parmi ces logements, 83,8 % étaient des résidences principales, 9,4 % des résidences secondaires et 6,7 % des logements vacants. Ces logements étaient pour 98,7 % d'entre eux des maisons individuelles et pour 1,3 % des appartements.
Le tableau ci-dessous présente la typologie des logements à Bouvresse en 2018 en comparaison avec celle de l'Oise et de la France entière. Une caractéristique marquante du parc de logements est ainsi une proportion de résidences secondaires et logements occasionnels (9,4 %) supérieure à celle du département (2,5 %) et à celle de la France entière (9,7 %). Concernant le statut d'occupation de ces logements, 73,8 % des habitants de la commune sont propriétaires de leur logement (75,8 % en 2013), contre 61,4 % pour l'Oise et 57,5 pour la France entière.
| Typologie                                               | Bouvresse | Oise | France entière |
| ------------------------------------------------------- | --------- | ---- | -------------- |
| Résidences principales (en %)                           | 83,8      | 90,4 | 82,1           |
| Résidences secondaires et logements occasionnels (en %) | 9,4       | 2,5  | 9,7            |
| Logements vacants (en %)                                | 6,7       | 7,1  | 8,2            |

### Voies de communication et transports
La commune est accessible par l'ex-route nationale 319 (actuelles RD 919 et 316). La station de chemin de fer la plus proche est la gare de Formerie, desservie par des trains TER Hauts-de-France, qui effectuent des missions entre les gares de Rouen-Rive-Droite et d'Amiens, mais la gare d'Abancourt est mieux desservie, car elle reçoit également des trains pour Lille-Flandres et ceux de la liaison de Beauvais au Tréport - Mers.
La commune est desservie, en 2023, par les lignes 6103, 6113, 6150 et 6151 du réseau interurbain de l'Oise.

## Toponymie
La localité était connue sous les noms suivants : Boaveresses en 1157, Boveraches en 1158 (Charte de l'abbaye de Lannoy. archives de l'Oise, Vaccarice, en 1162 (Cartulaire de Lannoy, id.), Vachereches en 1162 (id.), Vakereches en 1168 (Lannoy), Bovereces en 1179 (Charte de Variville, archives de l'Oise), Bovereciæ en 1180 (Charte de Lannoy), Bovereches en 1221, Bouvercchia, Bovcrechiæ, Bouvereches en 1222 (Lannoy), Bouvereches, Bouveraches en 1195-1220 (Charte de Variville, archives de l'Oise), Boveresces en 1211 (Charte de Gerberoy, archives de l'Oise), Ecclesiam de Boaressia en 1211 (Charte de l'abbaye de Charroux), Bovvereche en 1257 (Charte de Beaupré, archives de l'Oise), Domum de Boverechiis en 1299, Bouereches en 1233 (Cartulaire de Chaalis et titres terriers),  Bouvrese, Bouvreche, Bouvresches de 1250 à 1540 (Aveux et démembrements).
Ces termes sont des dérivés du latin boaricia — le suffixe -aricia étant dérivé du suffixe -aria — forme syncopée de bovaria, qui signifie bouverie ou ferme à bœufs, exploitation cultivée avec des attelages de bœufs.

Cette exploitation était marquée dans la commune par une cérémonie religieuse le jour de la fête de Saint Sauveur. Les bestiaux était amenés par une voirie très ancienne, existante jusqu'en 1968, « le chemin des bœufs », et mis sous la protection céleste. 
La commune a porté le nom de Bouvresse-Boutavent avant que Boutavent n'en soit détachée en 1834.

## Histoire
Louis Graves indique « Bouvresse appartenait par donatiiin, dans le treizième siècle, à l'abbaye de Cbarroux en Poitou. Les religieux vendirent, au mois de juin 1299, la seigneurie à Guillaume de Macon, évêque d'Amiens, qui vers 1306 donna la ferme au chapitre de sa cathédrale, en échange du village de Pot dont il voulait faire présent à la Chartreuse. 
Le surplus du territoire dépendait de la seigneurie de Formerie »
En 1777, le Conseil d'Etat du roi refuse d'exonérer les habitants du village de Bouvresse, comme de ceux de Blargies, Boutavent, Ellecourt, Frettemolle, Bertrancourt, Hescamps, Saint-Clair, Lignières-Châtelain, Marlay, Meriaumont, Moliens, Abancourt, Bernapré, Caroy, Saint-Thibault, Hallene et Souplicourt d'un impôt sur le cidre, dénotant l'importance à l'époque de cette production  régionale.
La commune, instituée lors de la Révolution française, absorbe de 1827 à 1832 celle de Monceaux-l'Abbaye, et la commune de Boutavent en est détachée en 1834,.
En 1850, la commune était propriétaire du Presbytère, de l'école et d'une argilière. Une briqueterie était exploitée dans le village.
Lors de la Première Guerre mondiale, le 21 mai 1918, des aviateurs allemands ont bombardé le dépôt de munitions britannique implanté à Blargies. Le souffle de l'explosion a été si violent que les vitraux de l'église de Bouvresse ont été détruits pour 6 d'entre eux, orientés côté nord, et endommagés pour trois autres moins exposés.
Lors de la Seconde Guerre mondiale, le Gouvernement de Vichy instaure une délégation spéciale en juin 1941 pour gérer la commune, à la suite de la démission du maire élu.

## Politique et administration

### Rattachements administratifs et électoraux
La commune se trouve dans l'arrondissement de Beauvais du département de l'Oise. Pour l'élection des députés, elle fait partie depuis 1988 de la deuxième circonscription de l'Oise.
Elle faisait partie depuis 1793 du canton de Formerie. Dans le cadre du redécoupage cantonal de 2014 en France, la commune est désormais intégrée au canton de Grandvilliers.

### Intercommunalité
Bouvresse fait partie de la communauté de communes de la Picardie Verte qui correspond l'ensemble des communes des anciens cantons de Formerie, Grandvilliers et Marseille en Beauvaisis, ainsi que certaines communes de l'ancien canton de Songeons.
La commune fait également partie du « Grand Beauvaisis[Quoi ?] », l'un des seize pays à constituer le « Pays de Picardie[Quoi ?] ».

### Liste des maires
| Période                                  | Période                       | Identité                               | Étiquette | Qualité                                                                  |
| ---------------------------------------- | ----------------------------- | -------------------------------------- | --------- | ------------------------------------------------------------------------ |
| Les données manquantes sont à compléter. |                               |                                        |           |                                                                          |
| avant 1921                               |                               | M. Desaintaubin                        |           |                                                                          |
|                                          |                               | Jean François Vasseur[réf. nécessaire] | DVD       |                                                                          |
| juin 1941                                |                               | François Hedoux                        |           | Président de la délégation spéciale nommée par le Gouvernement de Vichy. |
| avant 1962                               |                               | Charles Gautier                        |           |                                                                          |
| Les données manquantes sont à compléter. |                               |                                        |           |                                                                          |
|                                          | 2001                          | Julien Tourneur                        |           |                                                                          |
| mars 2001                                | En cours (au 2 décembre 2020) | Fabrice Loncke                         | DVD       | Retraité de la fonction publique Réélu pour le mandat 2020-2026,         |

## Population et société

### Démographie

#### Évolution démographique
L'évolution du nombre d'habitants est connue à travers les recensements de la population effectués dans la commune depuis 1793. Pour les communes de moins de 10 000 habitants, une enquête de recensement portant sur toute la population est réalisée tous les cinq ans, les populations de référence des années intermédiaires étant quant à elles estimées par interpolation ou extrapolation. Pour la commune, le premier recensement exhaustif entrant dans le cadre du nouveau dispositif a été réalisé en 2006.

En 2022, la commune comptait 170 habitants, en évolution de +5,59 % par rapport à 2016 (Oise : +0,87 %, France hors Mayotte : +2,11 %).
| 1793 | 1800 | 1806 | 1821 | 1831 | 1836 | 1841 | 1846 | 1851 |
| ---- | ---- | ---- | ---- | ---- | ---- | ---- | ---- | ---- |
| 309  | 335  | 339  | 357  | 611  | 128  | 161  | 138  | 147  |

| 1856 | 1861 | 1866 | 1872 | 1876 | 1881 | 1886 | 1891 | 1896 |
| ---- | ---- | ---- | ---- | ---- | ---- | ---- | ---- | ---- |
| 149  | 164  | 134  | 115  | 146  | 134  | 152  | 140  | 128  |

| 1901 | 1906 | 1911 | 1921 | 1926 | 1931 | 1936 | 1946 | 1954 |
| ---- | ---- | ---- | ---- | ---- | ---- | ---- | ---- | ---- |
| 133  | 135  | 122  | 144  | 159  | 157  | 160  | 163  | 155  |

| 1962 | 1968 | 1975 | 1982 | 1990 | 1999 | 2006 | 2011 | 2016 |
| ---- | ---- | ---- | ---- | ---- | ---- | ---- | ---- | ---- |
| 170  | 171  | 172  | 143  | 153  | 164  | 157  | 182  | 161  |

| 2021 | 2022 | - | - | - | - | - | - | - |
| ---- | ---- | - | - | - | - | - | - | - |
| 164  | 170  | - | - | - | - | - | - | - |

Le pic constaté au recensement de 1832 correspond à la période où Monceaux-l'Abbaye, et de Boutavent étaient inclus dans la commune de Bouvresse, dont le territoire était très largement plus important qu'auprès la fin de cette fusion.

#### Pyramide des âges
La population de la commune est relativement jeune.
En 2018, le taux de personnes d'un âge inférieur à 30 ans s'élève à 33,0 %, soit en dessous de la moyenne départementale (37,3 %). À l'inverse, le taux de personnes d'âge supérieur à 60 ans est de 22,4 % la même année, alors qu'il est de 22,8 % au niveau départemental.
En 2018, la commune comptait 77 hommes pour 79 femmes, soit un taux de 50,64 % de femmes, légèrement inférieur au taux départemental (51,11 %).
Les pyramides des âges de la commune et du département s'établissent comme suit.
| Hommes | Classe d’âge | Femmes |
| ------ | ------------ | ------ |
| 1,3    | 90 ou +      | 1,2    |
| 5,1    | 75-89 ans    | 7,3    |
| 17,7   | 60-74 ans    | 12,2   |
| 26,6   | 45-59 ans    | 31,7   |
| 16,5   | 30-44 ans    | 14,6   |
| 20,3   | 15-29 ans    | 18,3   |
| 12,7   | 0-14 ans     | 14,6   |

| Hommes | Classe d’âge | Femmes |
| ------ | ------------ | ------ |
| 0,5    | 90 ou +      | 1,4    |
| 5,5    | 75-89 ans    | 7,6    |
| 15,6   | 60-74 ans    | 16,3   |
| 20,8   | 45-59 ans    | 20     |
| 19,4   | 30-44 ans    | 19,4   |
| 17,6   | 15-29 ans    | 16,2   |
| 20,6   | 0-14 ans     | 19,1   |

## Culture locale et patrimoine

### Lieux et monuments
- Église Sainte-Trinité[30], située sur une élévation artificielle. Initialement, il s'agissait d'un prieuré de l'abbaye carolingienne Saint-Sauveur de Charrou, transférée comme église paroissiale au diocèse d'Amiens en 1315. Elle a été reconstruite à la Renaissance[31].

On indiquait en 1862 que cette église « date du commencement du XVIe siècle ». Édifice remarquable, construit eu grès, pierre d'appareil, et en cailloux, disposés en damier (particularité très commune dans les cantons qui avoisinent le département de la Somme). Longueur, 25 mètres; hauteur, 15 mètres. On n'y voit pas de nef transversale ni de bas-côtés. Le chœur est polygone. Le portail a de nombreuses sculptures mutilées : les quatre évangélistes et les trois personnes de la Sainte Trinité. Festons, dais, pinacles et salamandres, etc. enfin expansions végétales de l'époque. Le jour de la fête de saint Sauveur, patron de la commune de Bouvresse, il se pratique une cérémonie singulière autour de l'église : on met les bestiaux sous la protection céleste , et les hommes font à cheval le tour de cet édifice , avant chacun une femme en croupe — La tribune qu'on voit au fond de la nef de l'église est l'ancien jubé qui servait de clôture au chœur. Les fonts baptismaux sont de 1536 ; cette date est écrite sur la base de ce monument ».